# 미국 다임 주화

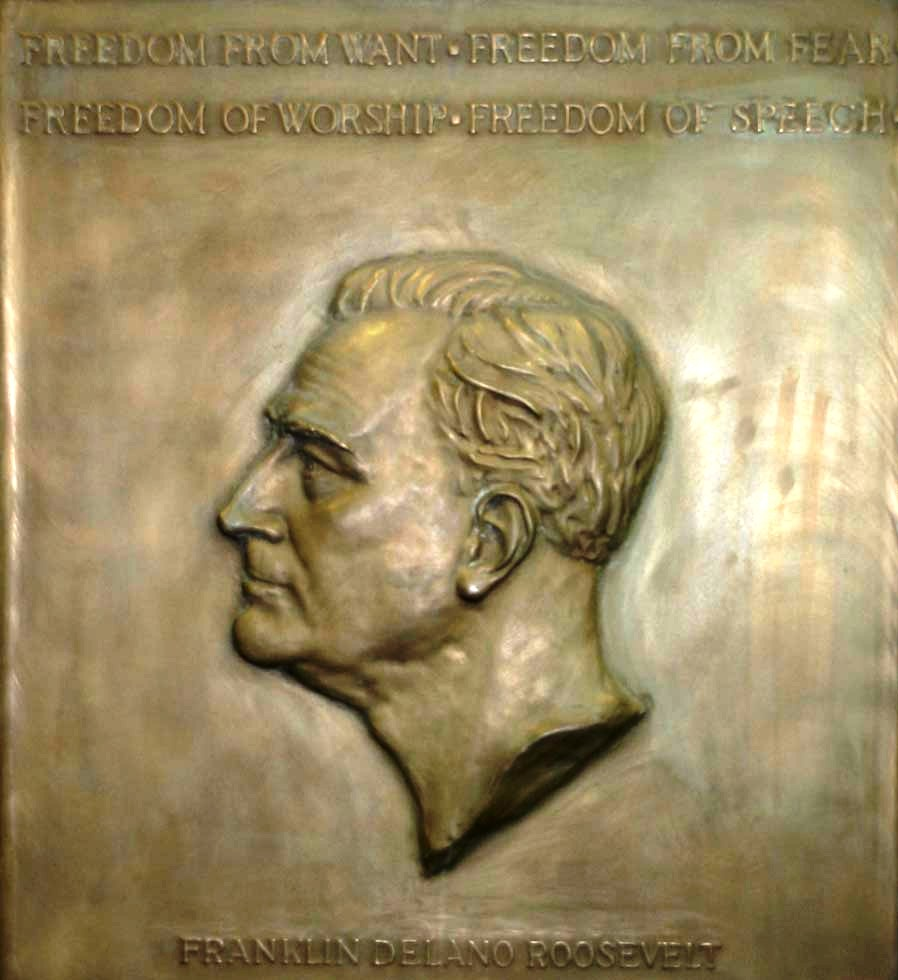
워싱턴 D.C.에 있는 무공 기념 빌딩에 전시된 프랭클린 D. 루즈벨트 대통령 동상

다임(Dime)은 미국 달러의 10분의 1에 해당하는 화폐 단위를 가진 주화로 10센트에 해당된다. 다임 주화는 1792년에 제정된 주화 주조에 관한 법률에 처음 등장했으며 현재 미국에서 통용되고 있는 주화 가운데 지름이 가장 작고 두께가 얇은 주화이기도 하다.
다임 주화 앞면에는 미국의 제32대 대통령을 지낸 프랭클린 D. 루즈벨트의 초상화가 그려져 있다. 주화 뒷면에는 올리브나무 가지와 참나무 가지, 횃불이 그려져 있으며 미국의 나라 표어인 "여럿으로 이루어진 하나"(E pluribus unum)가 라틴어로 쓰여져 있다. 주화의 실제 단위가 10센트인데도 불구하고 주화에는 "1다임"(ONE DIME)이라고 쓰여져 있다.

## 역사
다임 주화는 1796년에 처음 발행되었으며 1792년 "disme"라는 이름으로 통용된 것을 제외하면 총 여섯 차례의 디자인 변경을 거쳤다. 다임 주화의 앞면은 바버 다임이 통용되던 시기를 제외하고는 언제나 변경되어 왔다.
- 드레이프트 버스트 (긴 머리를 가진 인물의 흉상) 다임 (1796년 ~ 1807년)
- 캡프트 버스트 (모자를 쓴 인물의 흉상) 다임 (1809년 ~ 1837년)
- 시티드 리버티 (앉아 있는 여신) 다임 (1837년 ~ 1891년)
- 바버 (모자나 화관을 쓴 여신의 머리 부분) 다임 (1892년 ~ 1916년)
- 윙드 리버티 헤드 다임 (머큐리 다임(앞면: 날개가 달린 모자를 쓴 자유의 여신, 뒷면: 올리브나무 가지와 속간), 1916년 ~ 1945년)
- 루스벨트 다임 (1946년 ~ 현재)

## 역대 다임 주화

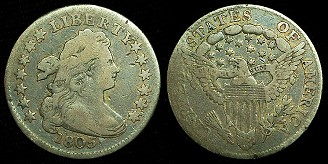
1805년 드레이프트 버스트 다임
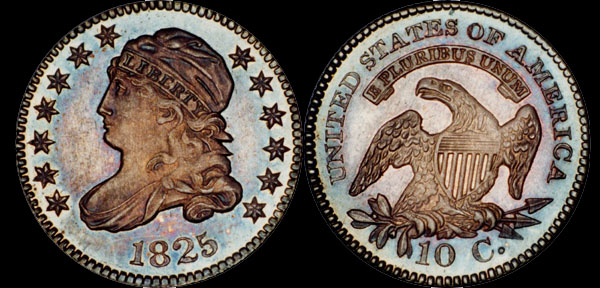
1825년 캡프트 버스트 다임
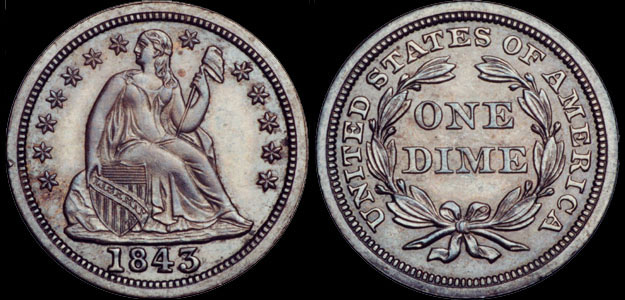
1843년 시티드 리버티 다임
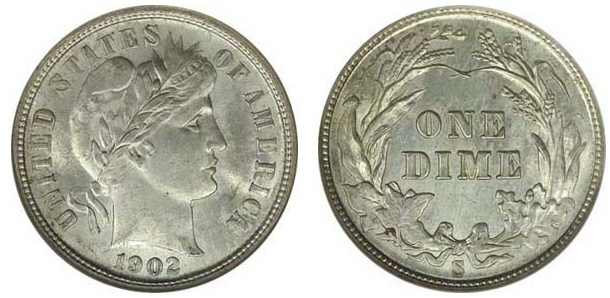
1902년 바버 다임
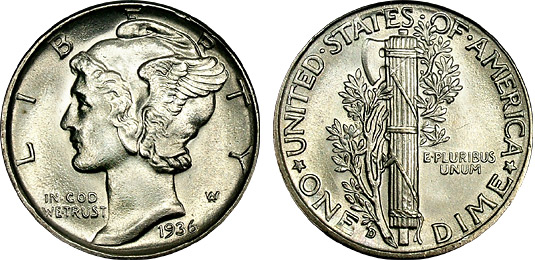
1936년 윙드 리버티 헤드 다임 (머큐리 다임)

## 같이 보기
- 다임 노블
- 미국의 주화 발행 통계